# 台湾総督府専売局松山煙草工場

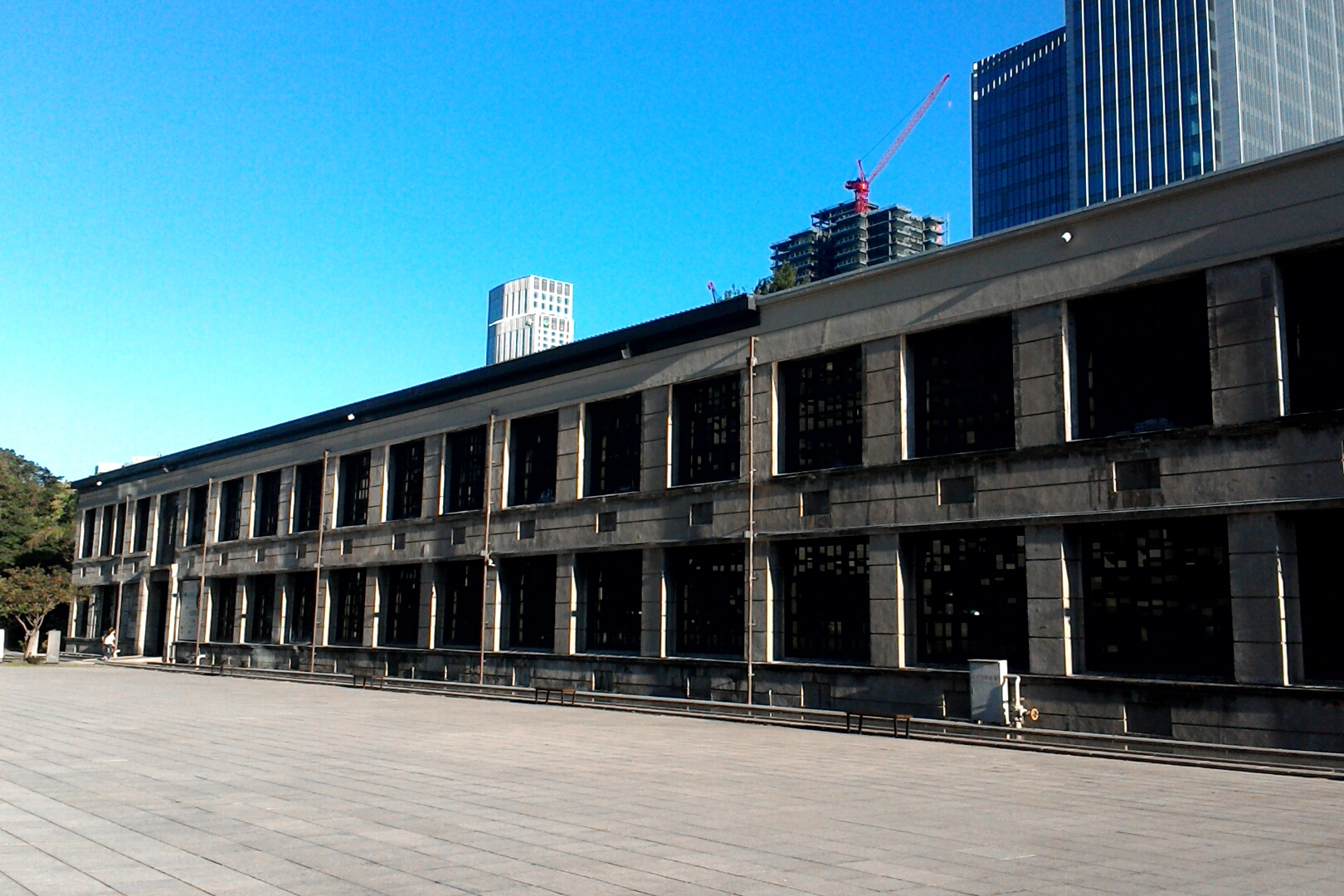
松山煙草工場

台湾総督府専売局松山煙草工場（たいわんそうとくふせんばいきょくまつやまたばここうじょう）は1937年に建築された現在の台湾台北市信義区に位置する煙草工場跡である。1945年に「台湾省専売局松山菸草工廠」、1947年に「台湾省菸酒公売局松山菸廠」と改称され、1998年に閉鎖され、2001年に台北市により第99号市定史跡に指定された。戦後は工場内への植樹が積極的に行われ、現在は台北市東部最大の緑地となっている。
計画では台北文化体育園区として運動場、文化活動センター、ショッピングセンターなどの施設が整備される計画であり、台北ドームの建設地以外は松山文創園区としてすでに供用され、誠品生活松菸店や誠品行旅(ホテル)が入居する台北文創大樓が建てられたほか、工場だった当時の建物を活用し、台湾設計館（Taiwan Design Museum）などの文化施設が作られている。

## 沿革

### 日本統治時代
台湾における煙草の専売制度は日本統治時代の1905年に開始された。これは当時財源不足に悩んでいた台湾総督府が税収増加を目的に採用された。
1911年には鉄道駅の台北煙草工場駅を設置し台湾での煙草生産は拡大していく。
太平洋戦争が勃発すると、紙巻タバコは台湾市場のみならず、華中、華南及び南洋諸島への輸出が増大し、更なる生産拡大に迫られた。
台湾総督府専売局は1937年に台北市松山地区に台湾総督府専売局松山煙草工場を新たに建設してその需要に応えようとした。
松山煙草工場は1939年10月より1,200名の工員により生産を開始している。松山煙草工場は台湾における現代的な工場の先駆であり、同時に台湾最初の煙草専門工場であった。「工業村」の概念を用い、工員の福利厚生を重視し工場内に宿舎、公共浴場、医療施設、託児所などの設備を擁し、総面積は18.9864エーカーの大工場であった。建築様式は日本の現代建築の特徴を備え、水平視線を強調し、ガラスや銅釘などの特注建材を多用した簡潔かつ優雅なものであった。

### 中華民国統治時代
1945年の日本の敗戦により、松山煙草工場は台湾省専売局により接収され「台湾省専売局松山菸草工廠」と改称され、1947年に専売局が台湾省菸酒公売局へ改組されたことにともない「台湾省菸酒公売局松山菸廠」と改称され、紙巻タバコなどの生産に従事した。
1947年から1948年の間には「楽園」と「新楽園」が生産され台湾市場に提供され、その後は「双喜」、「宝島」、「克難」、「中興」、「勝利」、「珍珠牌」、「金馬」、「長寿」など40種あまりの銘柄を生産している。生産の拡大に伴い従業員数も増大し、1987年には総従業員2,000名、年間生産額210億新台湾ドルを記録し国家財政収入の大きな部分を占めるようになった。
松山工場は戦後に大規模な植樹が行われ、台北市東部における最大の緑地になっている。生産停止された後、この緑地は多様な生物が確認されている。植物では熱帯、亜熱帯、温帯及び冷帯植物が確認され、敷地内の池ではゴイサギ、カワセミ、コサギ、コイ、ナマズなどが確認されている。
しかし、1998年に専売制の改革もありタバコの需要が低下、また外国タバコとの競争もあり生産量が減少した松山工場は生産停止となり、台北工場に統合された。
2001年、台北市は松山工場を第99處市定史跡に指定、その中の事務所棟、タバコ工場、薫醸室、第1号から第5号倉庫を史跡本体とし、蓮花池、輸送軌道及び戦後に建設された倉庫を同時に保存するというものであった。
2002年、行政院は台北市に対し松山文創園区に隣接した場所を台北巨蛋体育場（台北ドーム）の建設予定地にすることを認可した。

## 松山文創園区
松山文創園区（中国語：松山文創園區、英語：Songshan Cultural and Creative Park）は、正式名称を「松山文化創意園区（松山文化創意園區）」とする台北市信義区にある文化地区。台湾総督府専売局松山煙草工場の跡地や建築、倉庫跡の他、誠品生活松菸店や誠品ホテルが入居する台北文創大樓、周辺の緑地などを含む地区。PFI（民間資金等活用事業）のひとつであるBOT方式にて再開発された。
現在、台北巨蛋体育場（台北ドーム）については、台北文化体育園区（中国語：臺北文化體育園區）として別の園区として管理・運営されている。